# Minocyklina

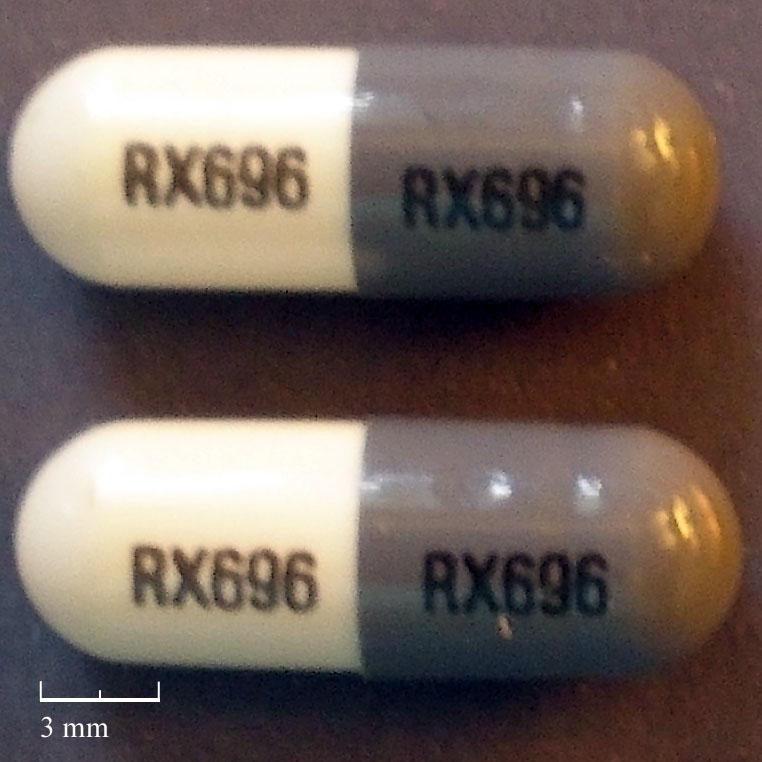
Kapsułka minocykliny

Minocyklina – antybiotyk należący do tetracyklin półsyntetycznych. Działa zarówno na bakterie Gram-dodatnie, Gram-ujemne jak i na bakterie nie posiadające ściany komórkowej. Szczególnie często używana jest do leczenia trądziku młodzieńczego.
Oprócz działania przeciwbakteryjnego udowodniono w 2000 roku, że minocyklina działa ochronnie na komórki nerwowe oraz na nerki chorych na cukrzycę.
Minocyklina stosowana bywa również w leczeniu reumatoidalnego zapalenia stawów. Badania kliniczne wykazały istotne zmniejszenie parametrów stanu zapalnego i poprawę samopoczucia pacjentów przyjmujących lek w dawce 100 mg co 12 godzin.